# 连云港烤羊事件
连云港烤羊事件是中国江苏省连云港市东海县发生的一起模仿动画片《喜羊羊与灰太狼》中灰太狼烤羊，致人伤害事件。中国动漫产业网称，喜羊羊与灰太狼中没有一集出现过灰太狼烤羊的剧情。

## 事件经过
2013年4月6日，连云港市东海县，三个男孩7岁的冉冉和4岁的浩浩与9岁的顺顺一起玩耍，顺顺将冉冉、浩浩绑在一棵树上，用随身携带的打火机点燃树下竹叶，因为在场家长没有及时制止，导致二人被火烧伤，达到重伤级别。
冉冉全身烧伤面积达到40%，而浩浩全身烧伤面积更是达80%。他们来到中国人民解放军总医院第一附属医院就医，但医疗费用达到100万元人民币。在志愿者的帮助之下筹集款项30万元，家庭无力承担医药费。

## 央视报道
2013年10月12日，央视《新闻联播》报道称《喜羊羊》、《熊出没》存在暴力失度、语言粗俗等问题，并以发生的连云港烤羊案为例。报道称，在广电总局的倡导下，央视动画责任有限公司等十家动画制作机构及央视少儿频道等十大动画播出机构，号召全行业承诺不制作、播出含有暴力、低俗、危险情节、不文明语言的动画片，切实保证动画片在未成年人成长中发挥积极健康的引领作用。
另外，国家新闻出版广播电影电视总局将在2013年内出台《国产电视动画片内容标准》以便保护未成年人并促进动漫产业健康发展。
原创动力负责人表示，对新闻中提到“整改”两字并不认同，还透露原创动力将投入1000万元启动内容修改计划，从最近的系列开始，修改完覆盖式投入，将以倒推的方式对所有剧集进行全面修改。喜羊羊与灰太狼的前导演黄伟明称：对于被提及的平底锅等暴力用具一开始只是觉得好玩，而在剧情之中确实存在暴力失度的问题。随着动漫产业的发展，动漫产业也需要更好的行业自律。如：在《喜羊羊与灰太狼之飞马奇遇记》中红太狼一向习惯用平底锅来教训灰太狼等的“暴力”动作消失。
2014年1月1日，央视《新闻联播》进行后续报道，称“动画片《喜羊羊与灰太狼》《熊出没》等，已经删改了其中的暴力情节和不适宜的对白”。

## 付诸法律
被害人在寻求律师帮助后，将顺顺的法定监护人与《喜羊羊》动画制片方原创动力告上法庭。原告律师称原告请求支付医疗费用赔偿金、护理费、营养费还有精神抚慰金，要求原创动力在喜羊羊与灰太狼上制作补救性安全警示标语，要求在全国性的报刊上道歉，请求被告承担本案的诉讼费用。

### 一审审判
2013年5月17日，江苏东海县人民法院受理案件，6月18日，开庭审理该案件。原告提供受害男孩的证言与前170集动画的五分钟暴力剪辑视频作为证据。原创动力提供动漫制作资质、获奖证书作为证据。2013年12月18日，江苏东海县人民法院经审理后认为，顺顺对两兄弟造成的损害依法应由其父母承担；制作公司没有尽到“审查、过滤未成年人不宜的情节和画面，并负有提示风险、警戒模仿的注意”义务，且存在法律上的因果关系，有过错。故顺顺的法定监护人赔偿原告李浩冉、李浩损失的60%，约为15.7万元人民币；原创动力承担15%的责任，赔偿损失约为3.9万元；原告自行承担25%的责任。
判决后，原创动力提出上诉，称：“案件的因果关系、逻辑关系都不存在”“这是没有逻辑的”，而且“把未成年人的成长责任推给动画片是不正确的”。原因是动画片《喜羊羊与灰太狼》在制作、发行与播出，均取得了相应的广电总局等部门的行政许可，中国大陆没有对该影视作品提出分级要求，是监护人监管不到位所致，与动画片本身没有任何关系，所以自身不应承担任何责任。原告律师称判决合理，依法维护了未成年人的权利。原告代理律师及顺顺代理律师认为，三名男孩是模仿动画片中的暴力的烤羊情节产生严重后果，极易误导未成年人。要求原创动力赔偿比例上调至35%或40%，故也提出上诉。

### 二审审理
2014年5月15日，江苏省连云港市人民法院开庭审理案件。针对《喜羊羊与灰太狼》中增加必要的警示提醒，李氏小哥俩和顺顺的代理律师认为，整改表明原创动力制作的动画片是有过错的。原创动力的律师称，整改只是按江苏省影视审查机构要求，与动画本身无关。而且含有暴力情节的动画片是按照影视审查机构的规定进行制作和发行，其实，如果存在这种问题，对外播放的影视机构也应承担相应责任。
2014年8月5日，本案在连云港市中级人员法院调解结案，原创动力鉴于人道主义和社会公益给予上诉人李浩冉和李浩人民币85万元，同时法院免收诉讼费用。
截至二审结束，哥哥李浩冉已经出院并进行康复治疗，弟弟李浩在治疗中，但可以借助外力行走。顺顺父亲表示，希望中国的动画产业会更加规范，不要让相似的悲剧再次上演。

## 专家评论
- 中国青少年研究中心的黄志坚教授认为在法律上追究动画片制作公司会很难。[5]
- 董严认为喜羊羊与灰太狼违反了《电视剧审查管理规定》，理应不予许可或者进行修改，并进行相应的处罚。电视剧审查没有已经到位，相关部门和责任人没有肩负起审查职责是这件事情发生的一个条件。[18]
- 北京大学社会学系退休教授夏学銮指出，家长要对孩子的进行教育，告知伤害性后果。制片商可将易导致孩子模仿暴力行为的镜頭直接删掉。国家相关部门可借鉴美国的做法，针对不同年龄阶段进行分级制度。[19]
- 《长沙日报》评论员袁云才称，动漫业发达的国家具有动漫分级制度，而且会标注警示文字，如：“好孩子请勿模仿。”中国大陆可以借鉴经验。[20]
- 宿迁市未成年人成长指导中心首席咨询师丁云认为家长应陪孩子看动画片，引导孩子分清是非，并提高孩子对危险事物的认知，家长应替孩子把关动画，上海社科院青少年研究所所长杨雄博士呼吁中国大陆应建立动漫分级制度。[21]
- 有法律界人士认为，审判过程中由于没有证据证明制作方发行的动画片与孩童受伤之间有必然的因果关系，主观与客观上面都不存在过错，所以判决是没有法律依据的，荒谬的。[13]
- 雷涛认为要将想象力与智慧等注入动画片中，才能远离暴力。[22]
- 中国动漫产业网认为家长监管不力，对儿童安全教育的缺失也是一个重要原因。[2]
- 北京市青少年法律援助与研究中心主任、未成年人保护专业委员会主任佟丽华认为，政府应加强监管力度，企业应担负社会责任。[14]

## 公众舆论
对于一审判决，赞成者认为，动画片主要观众是未成年人，粗制滥造的动画片误导不谙世事的青少年模仿，存在必然因果关系，因此一审宣判有理；反对者认为，青少年犯罪有多种因素，动画片只是其中一种，无法认定没有其他因素影响，家长和学校的教育不当才是真正的责任方。而全年龄是动画产业发展的必然趋势，将动画观众局限于未成年人显然是不合理的。社会上对此评价为符合人道主义原则，既缓和原告以及其监护人的伤痛，又揭示影视行业的社会责任。有很多人认为如果按该案标准，经典动画全部充满暴力情节，家长应对此负责。部分网友认为这事件不利于中国动画的发展。

## 相关事件
儿童发生模仿动画片发生危险的不止一件，例如：
- 1975年，《假面騎士V3》在丽的电视播放时，两名儿童在家中模仿假面骑士的必杀技“骑士踢”时不慎坠楼身亡，令家长、校方及香港各界人士归咎于电视台播映暴力片集，荼毒本土青少年，导致电视台迫于舆论压力和政府命令下停播该剧，直到1976年更名重播。
- 2010年2月26日，一个12岁男孩模仿奥特曼从8楼家中跳下，摔成重伤。
- 2010年11月19日，新疆库尔勒市5岁小孩帅帅模仿“红太狼”用平底锅砸人。[21]
- 2012年1月8日，馬來西亞詩巫一名17歲未成年在觀看《名偵探柯南》後模仿其情節，犯下一家四口的殺人命案。[23]
- 2014年1月5日，重庆6岁男孩小龙模仿奥特曼从自家楼上跳下摔伤，身体无大碍。[21]
- 2014年1月24日，在浙江宁波鄞州区，一孩子因模仿熊二烧木取暖，引发火灾，差点葬身火海。[24]
- 2014年3月20日，宿迁市两岁半的男孩小俊将自己的手指砍伤。[21]
- 2014年7月4日，江苏徐州7岁的男孩浩浩，在看了动画片《熊出没》后，模仿电视里主人公“光头强”，制作一部“超级电扇”，左手掌、手指被绞伤。[25]
- 2014年8月22日，安徽一8岁男孩模仿动画片《猫和老鼠》，点燃鞭炮并放进霰弹枪内，不料发生爆炸，枪内86颗钢珠全部炸在男孩脸上致严重受伤。[26]
- 2014年8月28日，温州男孩趴路中央模仿《熊出没》被车碾压，但未造成儿童受伤，律师称孩子的父母负主要责任。[27]
- 2018年7月26日，四川两男童在家中在家中玩耍，其中一男童模仿《熊出没》动画片中的熊大、熊二在身上绑起绳子往下跳的情节，用绳子捆绑并进行攀岩游戏玩耍，最后从家中窗户跌落受伤，经抢救无效死亡[28]